# Брестская женская гимназия

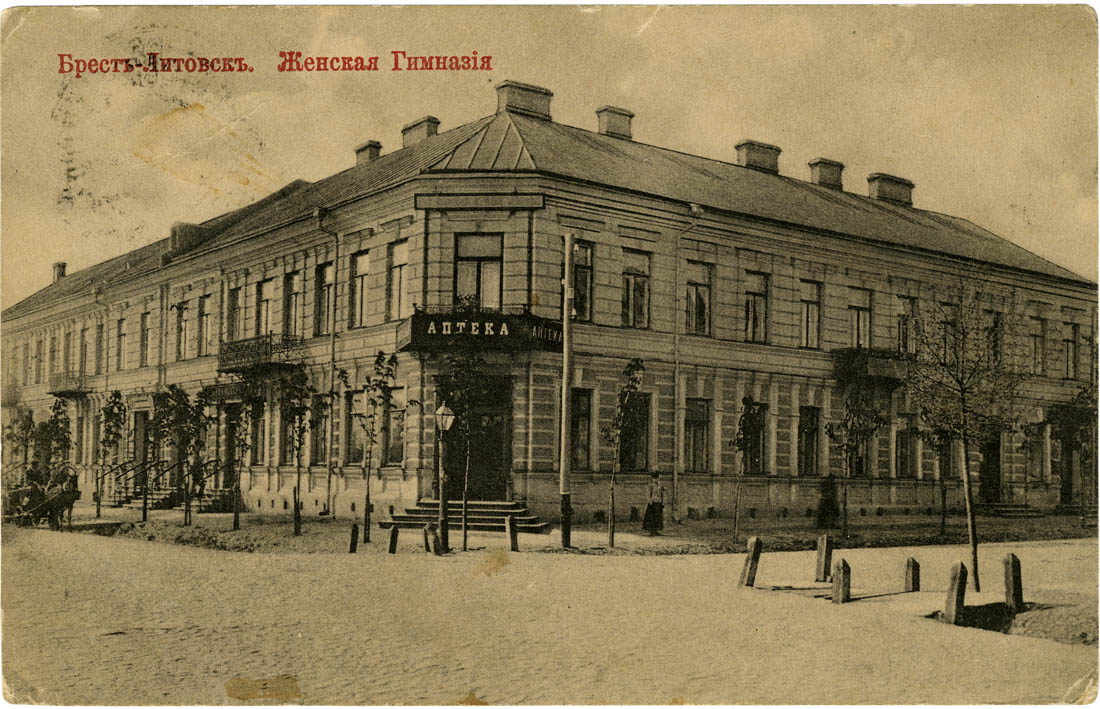
Брестская женская гимназия в нач. XX в.

Брестская женская гимназия — среднее общеобразовательная учебное учреждение в Бресте, оснаванное в 1904—1915 годах. Размещалось в здании по адресу улица Советская, 29/Пушкинская, 21.

## История

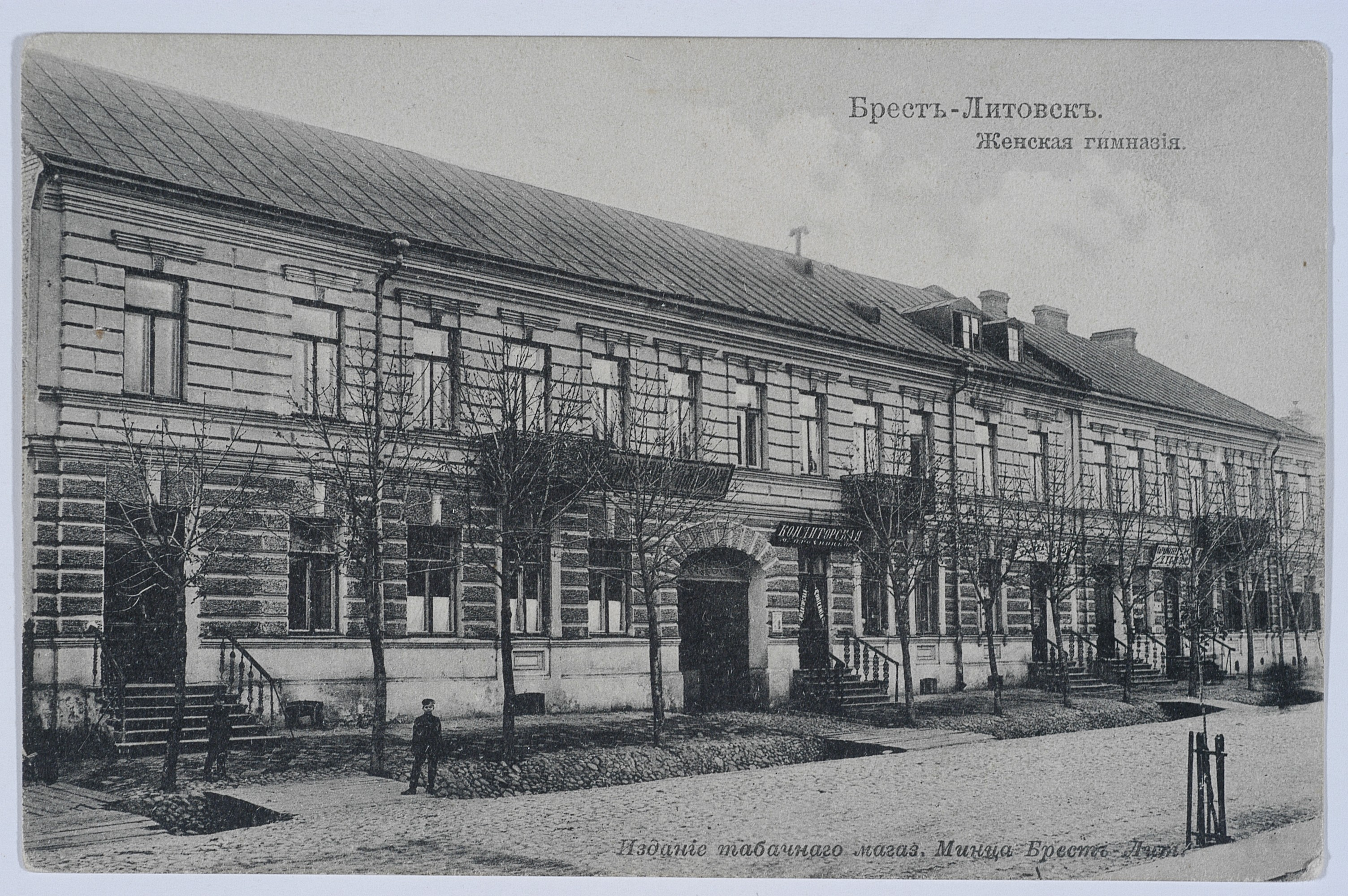
Брестская женская гимназия в нач. XX в.

Основана 1 июля 1904 года. Состояла из 6 основных и подготовительных классов. В 1905 полно открыт 7-й, в 1907 — 8-й дополнительный педагогический класс. В начале 1911-12 учебного года открытый параллельные 3-й и 6-й классы. Количество учащийсих колебалась от 400—500 в 1906—1907 до 340 в 1915. Преподовались русский, французский, немецкий и польский языки, закон Божий, история, математика, физика, чистописание, рисование, география, рукоделие, словесность, гигиена и др. Плата за обучение в подготовительным классе составляла около 60 руб. в год, в 1—7-м классах — 75 руб., в 8-м — 100 руб. Дополнительная плата бралась за преподование латинскиого языка (10 руб.), догмата иудаизма (4 руб.), танцев (4 руб. в год). 